# 휴학
휴학(休學)은 학교에 재적하는 학생이 질병, 군복무 등 기타 이유로 교장이나 학장의 허가를 받아 일정 기간 동안 수업을 받지 않는 상태이다. 고등학교에서 휴학하는 경우 교장의 허가를 받을 필요가 있다. 또한 휴학이 상당히 장기간에 이르는 경우는 진급에 필요한 출석 일수가 부족하여 경우에 따라 유급할 수 있다. 대학에서의 휴학은 학장의 허가가 필요하다. 일반적으로 학기 단위로 휴학할 수 있다.